# 사사키 키젠
사사끼 키젠(일본어: 佐々木 喜善: 1885년 10월 5일-1933년 9월 29일)은 일본의 민속학자・작가・문학자・문학연구자다. 민화・전설・습속・구승문학의 수집가이며 연구가였다. 일반적으로 학자로 취급되지만 사사키 자신은 자료수집가일 뿐 학자가 아니라고 주장했다.